# Stade Alphonse Theis
Das Stade Alphonse Theis ist ein Fußballstadion in der luxemburgischen Gemeinde Hesperingen (luxemburgisch Hesper, französisch Hesperange). Es ist die Heimspielstätte des Fußballvereins Swift Hesperingen.

## Geschichte
Die Sportanlage bietet heute 3058 Plätze. Bis 2001 hieß die Anlage „Stade Holleschbierg“, bevor es nach dem Hesperinger Bürgermeister und CSV-Politiker Alphonse Theis (1930–1999) benannt wurde.
Das Stadion war eines der Austragungsorte der U-17-Fußball-Europameisterschaft 2006 in Luxemburg, allerdings fanden hier nur Gruppen- und keine K.-o.-Spiele statt. So sahen 3550 Zuschauer das Eröffnungsspiel Luxemburg gegen Spanien (1:7), was einen neuen Zuschauerrekord für das Stadion bedeutete.
Gelegentlich finden hier auch Länderspiele verschiedener luxemburgischer Nationalmannschaften statt.

## Spiele zur UEFA U-17 EM 2006
| 3. Mai 2006 U-17 EM 2006, Gruppe A |   |           |           |
| Luxemburg                          | – | Spanien   | 1:7 (0:3) |
| 5. Mai 2006 U-17 EM 2006, Gruppe A |   |           |           |
| Spanien                            | – | Russland  | 3:0 (0:0) |
| 8. Mai 2006 U-17 EM 2006, Gruppe A |   |           |           |
| Russland                           | – | Luxemburg | 2:0 (1:0) |

## Spiele der A-Nationalmannschaft Luxemburgs (Männer)
| 3. Februar 2002, Testspiel   |   |               |     |
| Luxemburg                    | – | Albanien      | 0:0 |
| 27. März 2002, Testspiel     |   |               |     |
| Luxemburg                    | – | Lettland      | 0:3 |
| 17. April 2002, Testspiel    |   |               |     |
| Luxemburg                    | – | Liechtenstein | 3:3 |
| 20. November 2002, Testspiel |   |               |     |
| Luxemburg                    | – | Kap Verde     | 0:0 |
| 20. November 2003, Testspiel |   |               |     |
| Luxemburg                    | – | Moldau        | 1:2 |
| 16. November 2005, Testspiel |   |               |     |
| Luxemburg                    | – | Kanada        | 0:1 |
| 7. Februar 2007, Testspiel   |   |               |     |
| Luxemburg                    | – | Gambia        | 2:1 |
| 4. Juni 2010, Testspiel      |   |               |     |
| Luxemburg                    | – | Färöer        | 0:0 |
| 28. März 2017, Testspiel     |   |               |     |
| Luxemburg                    | – | Kap Verde     | 0:2 |

## Spiele der A-Nationalmannschaft Luxemburgs (Frauen)
| 30. September 2008, Testspiel |   |       |     |
| Luxemburg                     | – | Wales | 1:6 |